# Bonamia (protiste)
Cet article concerne le genre de protistes. Pour le genre de plantes, voir Bonamia (plante).
Genre
Bonamia est un genre de protistes de la famille des Haplosporidiidae.

## Publication originale
Yves Pichot, Michel Comps, Gilbert Tige, Henri Grizel et Marie-Agnès Rabouin, « Recherches sur Bonamia ostreae gen. n., sp. n., parasite nouveau de l'huître plate Ostrea edulis L. », Revue des Travaux de l'Institut des Pêches Maritimes, Paris et Nantes, Ifremer, vol. 43, no 1,‎ janvier 1980, p. 131-140 (ISSN 0035-2276, lire en ligne).

## Liste d'espèces
Selon World Register of Marine Species (9 mars 2019) :
- Bonamia exitiosa Hine, Cochennac & Berthe, 2001
- Bonamia ostreae Pichot, Comps, Tigé, Grizel & Rabouin, 1980
- Bonamia perspora Carnegie, Burreson, Hine, Stokes, Audemard, Bishop & Peterson, 2006
- Bonamia roughleyi (Farley, Wolf & Elston, 1988)